# Slag bij Praag
De Slag bij Praag op 6 mei 1757 was de tweede veldslag in de Zevenjarige Oorlog.

## Wat voorafging
Toen Frederik de Grote eind april 1757 met zijn leger Bohemen binnenrukte en naar Praag opmarcheerde, verenigden de verraste Oostenrijkse legers zich onder bevel van Prins Karel van Lotharingen. Vier Oostenrijkse legerkorpsen, samen 60.000 man sterk, kwamen bij Praag bijeen, en namen aan de oostzijde van de stad op de Ziska- en de Taborberg een sterke verdedigende positie in. Deze positie was uitgekozen door veldmaarschalk von Browne: aan de noordzijde werd de berg door een steile helling begrensd, in het oosten door een vochtige, door beken doorsneden helling. Toen prins Karel van Lotharingen arriveerde, nam deze het bevel over.

## De slag

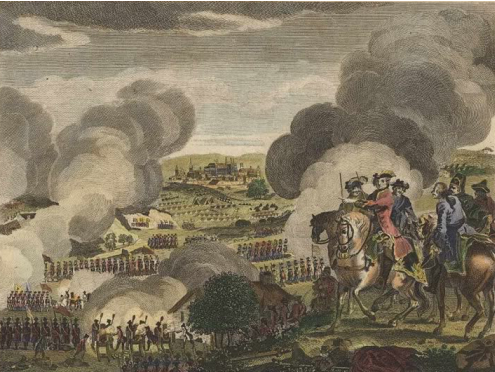
De slag bij Praag

Koning Frederik, die na de aankomst van het legerkorps onder Schwerin op de ochtend van 6 mei 64.000 man tot zijn beschikking had, besloot om direct aan te vallen. Deze aanval, volgens het advies van de ervaren houwdegen Schwerin, richtte zich allereerst op de rechterflank van de vijand.
De moerassige bodem bleek de oprukkende infanterie echter voor onverwachte hindernissen te plaatsen, terwijl de Oostenrijkse batterijen een slachting onder de Pruisische infanterie aanrichtte. Tevergeefs stelde Schwerin zich, vaandel in de hand, aan het hoofd van de gehergroepeerde infanteriebataljons. Door vijf kogels doorboord viel hij ter aarde en de infanterie trok zich opnieuw terug. Een goed gecoördineerde tegenaanval had nu onder het Pruisische leger grote schade kunnen aanrichten, maar maarschalk Browne was dodelijk gewond geraakt. Doordat ook prins Karel aan een aanval van borstkramp leed, ontbrak alle leiding op het hoogste niveau.
Frederik beval een nieuwe aanval, waarbij de hertog van Bevern in het centrum aanviel en prins Ferdinand von Braunschweig op de rechterflank opnieuw aanviel. Een andere Pruisische generaal ontdekte een bres in de Oostenrijkse linie en stuurde er infanterie doorheen. De gecombineerde druk, samen met het ontbreken van Oostenrijkse leiding op het hoogste niveau, was voldoende. De Oostenrijkse troepen werden over de rivier Sázava en in de stad Praag teruggedrongen.
De Oostenrijkse verliezen bedroegen 12.000 man en 60 kanonnen, alsmede grote hoeveelheden voorraden. De Pruisen verloren minstens 12.500 man. Opvallend is het grote aantal slachtoffers onder hogere officieren: veldmaarschalk Schwerin, de prins van Holstein, Goltz en verschillende andere generaals aan Pruisische zijde, en de Oostenrijkse veldmaarschalk Browne, die een paar dagen na de slag in Praag aan zijn verwondingen stierf.

## Gevolgen
De overwinning stelde de Pruisen in staat het beleg om Praag te slaan. Zij moesten dit beleg echter na de Slag bij Kolin opgeven.